# 北仙台駅
北仙台駅（きたせんだいえき）は、宮城県仙台市青葉区昭和町にある、東日本旅客鉄道（JR東日本）・仙台市交通局（仙台市地下鉄）の駅である。仙台市地下鉄の駅番号はN06。
JR東日本の仙山線（北緯38度16分54秒 東経140度52分9.1秒 / 北緯38.28167度 東経140.869194度）と、仙台市交通局の仙台市地下鉄南北線（北緯38度16分56秒 東経140度52分6.5秒 / 北緯38.28222度 東経140.868472度）が乗り入れ、接続駅となっている。仙台市地下鉄の駅は仙台市営バスとの乗り継ぎ指定駅であった。
過去には仙台鉄道および仙台市電も乗り入れていたが、これらの路線は既に廃止されている。

## 歴史
北仙台駅は、仙山線の仙台駅から愛子駅までの区間が1929年（昭和4年）に仙山東線として開通した際に、同時に開業した。この時の北仙台駅の所在地は宮城郡七北田村であり、七北田村と仙台市の境界に近い場所にあった。開業当時、駅の周りには田畑が広がっていたという。七北田村の荒巻地区と北根地区は1931年（昭和6年）に仙台市へ割譲され、この時に北仙台駅は仙台市内の駅となった。また、仙山東線開通以前に営業を始めていた仙台鉄道においても北仙台駅が中間駅として設置された。
路面電車である仙台市電は環状線を完成させた後、四方へ延びる支線の建設を続けた。この中で、北仙台支線の軌道が仙台鉄道の軌道と交差することが問題となった。これについて国は立体交差を指示したが、仙台市は費用面の問題から仙台鉄道に平面交差を申し入れた。両者の話し合いの結果、仙台市が必要となる諸費用を請け負うという事を条件に、仙台鉄道の起点である通町駅から北仙台駅までの区間は廃止されることになった。これによって仙台鉄道の起点は北仙台駅に移り、仙台鉄道と仙台市電の軌道が交差することはなくなった。こうした経緯を経て、1937年（昭和12年）に仙台市電北仙台線が開通し、北仙台駅前に市電の停留場が設置された。
仙山線、仙台鉄道、仙台市電の三つの交通機関が集まった北仙台は、交通の要衝として発展していった。しかし、戦後まもない時期に仙台鉄道は相次ぐ台風によって被害を受けた。その度に復旧が行われたが、1955年（昭和30年）の風水害による被害からは立ち直れず、1956年（昭和31年）に仙台鉄道は北仙台駅から加美中新田駅までの区間を廃止した。また、1969年（昭和44年）に経営の合理化のために仙台市電の北仙台線が廃止された。北仙台線の廃止については、廃止反対派が仙台市議会に乱入するほど激しい反対運動が行われたという。
仙台市電廃止後の北仙台駅は仙山線の単独駅となったが、1987年（昭和62年）に仙台市地下鉄南北線が開通して地下鉄の北仙台駅が開業したことにより、再び複数の鉄道路線が乗り入れる駅となった。

### 年表
- 1929年（昭和4年）
  - 9月29日：仙山東線仙台 - 愛子間開業により、宮城郡七北田村に鉄道省の北仙台駅が開業[1]。仙台鉄道・北仙台駅（北緯38度16分48.8秒 東経140度52分11.9秒 / 北緯38.280222度 東経140.869972度）が開業[8]。
- 1931年（昭和6年）4月：仙台市が七北田村荒巻などを編入合併し[9]、北仙台駅が仙台市内となる。
- 1937年（昭和12年）
  - 10月26日：仙台市電北仙台線（北四番丁駅 - 北仙台駅前駅）開通により、仙台市電の北仙台駅前駅（北緯38度16分53.3秒 東経140度52分9秒 / 北緯38.281472度 東経140.86917度）が設置。
  - 10月27日：仙台鉄道北仙台駅を社北仙台駅に改称届出[10]。
- 1956年（昭和31年）3月14日：仙台鉄道社北仙台 - 加美中新田間廃線により、仙台鉄道の社北仙台駅が廃止。
- 1969年（昭和44年）4月1日：仙台市電北仙台線廃線により、仙台市電の北仙台駅前電停が廃止。
- 1977年（昭和52年）6月1日：貨物の取り扱いを廃止[11]。
- 1984年（昭和59年）2月1日：荷物の扱いを廃止[11]。
- 1985年（昭和60年）3月14日：駅員が仙台駅からの派遣になる（書類上の無人化[12]）。
- 1987年（昭和62年）
  - 4月1日：国鉄分割民営化により、東日本旅客鉄道の駅となる[11]。派遣中止、有人化。
  - 7月15日：仙台市地下鉄南北線の北仙台駅が開業[13]。
- 1998年（平成10年）：地下鉄北仙台駅・北2出口の供用を開始。
- 2003年（平成15年）
  - 3月6日：JR北仙台駅に自動改札を導入。
  - 10月26日：JR北仙台駅でICカード「Suica」の利用が可能となる[報道 1]。
  - 11月1日：管理区分見直しにより、管理駅となる（それ以前は仙台駅長管理下）。
- 2004年（平成16年）10月16日：JR北仙台駅改札口にLED発車標を導入。
- 2005年（平成17年）：JR北仙台駅に「お知らせ」LED導入、発車標のデザインを変更。
- 2006年（平成18年）12月15日：JR北仙台駅の管理範囲が変更。
- 2007年（平成19年）3月：KIOSKが廃止。
- 2008年（平成20年）
  - 3月：JR北仙台駅のホーム待合室が改築・完成。
  - 10月：JR北仙台駅駅舎に待合室が完成、指定席券売機の運用を開始。
- 2010年（平成22年）1月16日：地下鉄北仙台駅に可動式ホーム柵の運用を開始。
- 2011年（平成23年）3月5日：JR北仙台駅構内バリアフリー化が完了[報道 2]。
- 2014年（平成26年）12月6日：地下鉄北仙台駅でICカード「icsca」の利用が可能となる[新聞 1]。
- 2016年（平成28年）3月26日：Suicaとicscaの相互利用を開始。
- 2017年（平成29年）6月1日：JR北仙台駅が業務委託化。北仙台駅長・助役が廃止。
- 2018年（平成30年）3月28日：地下鉄北仙台駅にセブン銀行ATMを設置[報道 3]。
- 2024年（令和6年）10月1日：JR東日本（仙山線）でえきねっとQチケのサービスを開始[14][報道 4]。

## 駅構造

### JR東日本
島式ホーム1面2線を有する地上駅で、2番線を本線とする一線スルー構造である。ホーム・コンコースともに1階にある地上駅であるが、線路が盛土の上に設置されているため、線路とホームは駅舎よりも高い位置に所在する。
改札は駅南側の駅舎に1箇所のみ設置されており、出入口も南側のみとなっている。トイレは改札内に設置されており、車椅子用トイレも併設されている。改札外からは原則として利用できない。駅舎は1929年（昭和4年）に完成した開業以来の木造駅舎である。
仙台地区センターが管理し、JR東日本東北総合サービスが受託する業務委託駅（北仙台ブロック長を配置）である。国鉄末期に仙台駅管理下となったのち、2003年（平成15年）11月から2017年（平成29年）5月までは管理駅として、末期は東照宮駅および北山駅・東北福祉大前駅の3駅を管理下に置いていた。
みどりの窓口、自動券売機、指定席券売機、自動改札機（Suica、えきねっとQチケ対応）を設置している。
JRの特定都区市内制度における「仙台市内」の駅である。
開業以降、改札とホームを結ぶ昇降設備は階段のみであったが、2011年（平成23年）3月にエレベーターおよび新通路がホーム中ほどに設置され、バリアフリー化が完了した。これに合わせ、ホームの改良や案内板の新設等も同時に行われた。開業当初から使用されている西側（山形側）の階段両壁には海中をイメージした熱帯魚の絵が描かれているほか、改札に向かう通路は高さが約2メートルと非常に低い。
他の仙山線の駅同様、LED発車標はホームではなく改札に設置されている。1980年（昭和55年）前半に利用者が落ち込んだ時期があり、仙山線のCTC化と同時に無人化が検討された。しかし、利用者の声と国鉄の余剰人員活用対策のために仙台駅機動要員センターからの派遣という形で駅員配置を存続した。ホーム中央にはCTC化まで使用されていた運転事務室が残り、ここで当務駅長が信号扱い・閉塞扱いを行っていた。
2021年（令和3年）10月には、仙山線の宮城県内唯一のみどりの窓口残存駅となった。

#### のりば

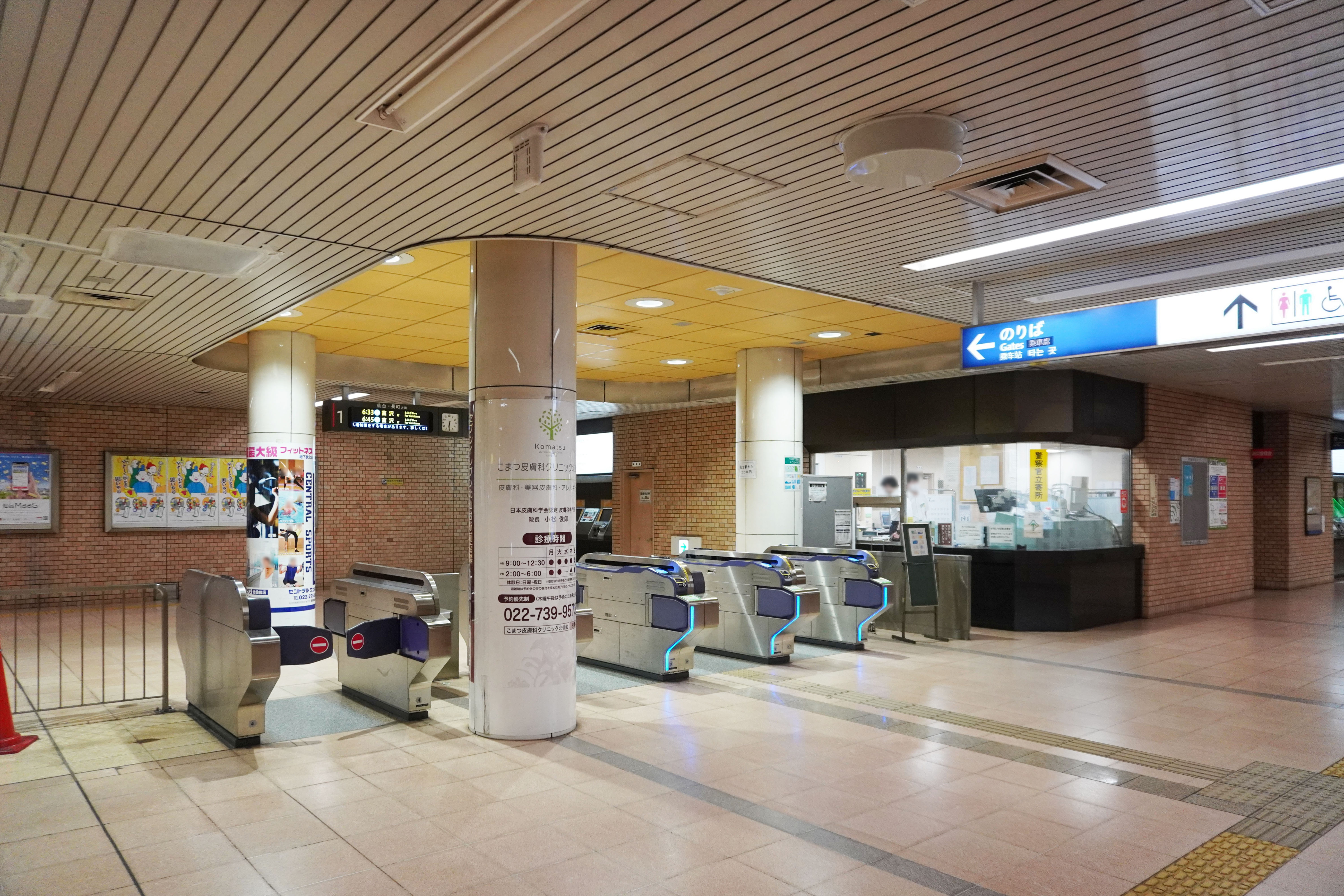
改札口（2023年7月）
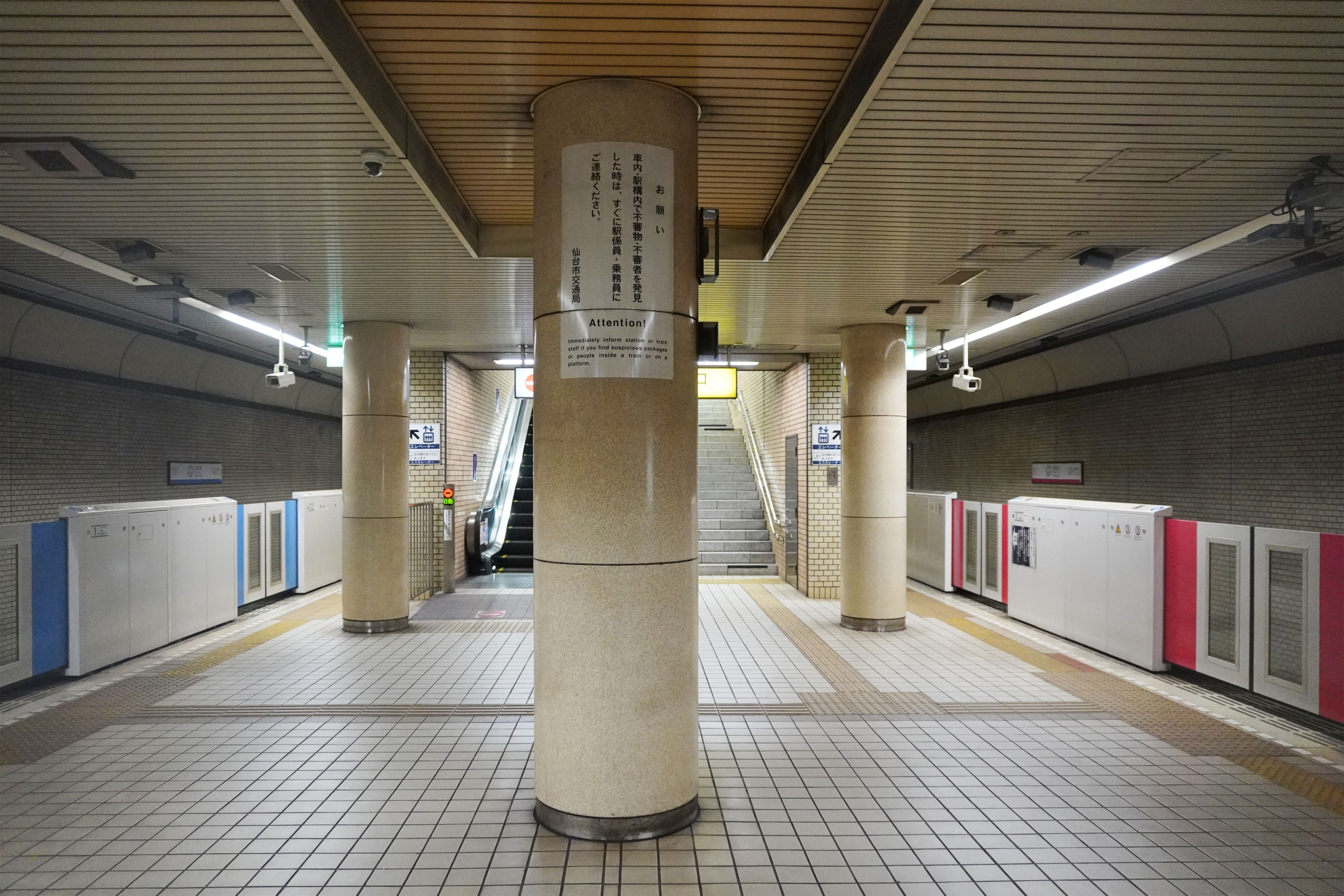
ホーム（2023年7月）

| 番線 | 路線    | 方向 | 行先           |
| ---- | ------- | ---- | -------------- |
| 1    | ■仙山線 | 下り | 愛子・山形方面 |
| 2    | ■仙山線 | 上り | 仙台方面       |

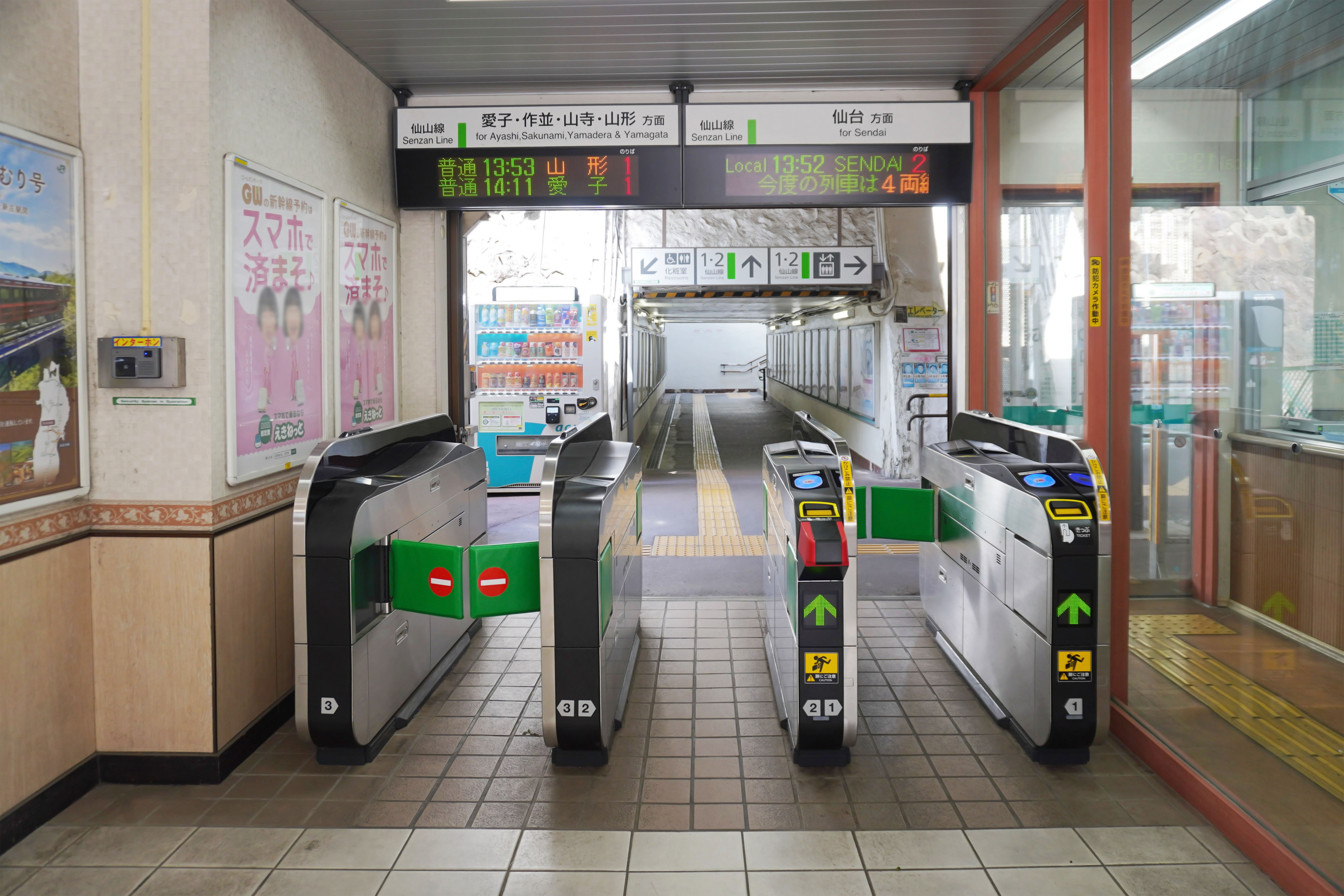
改札口（2024年4月）
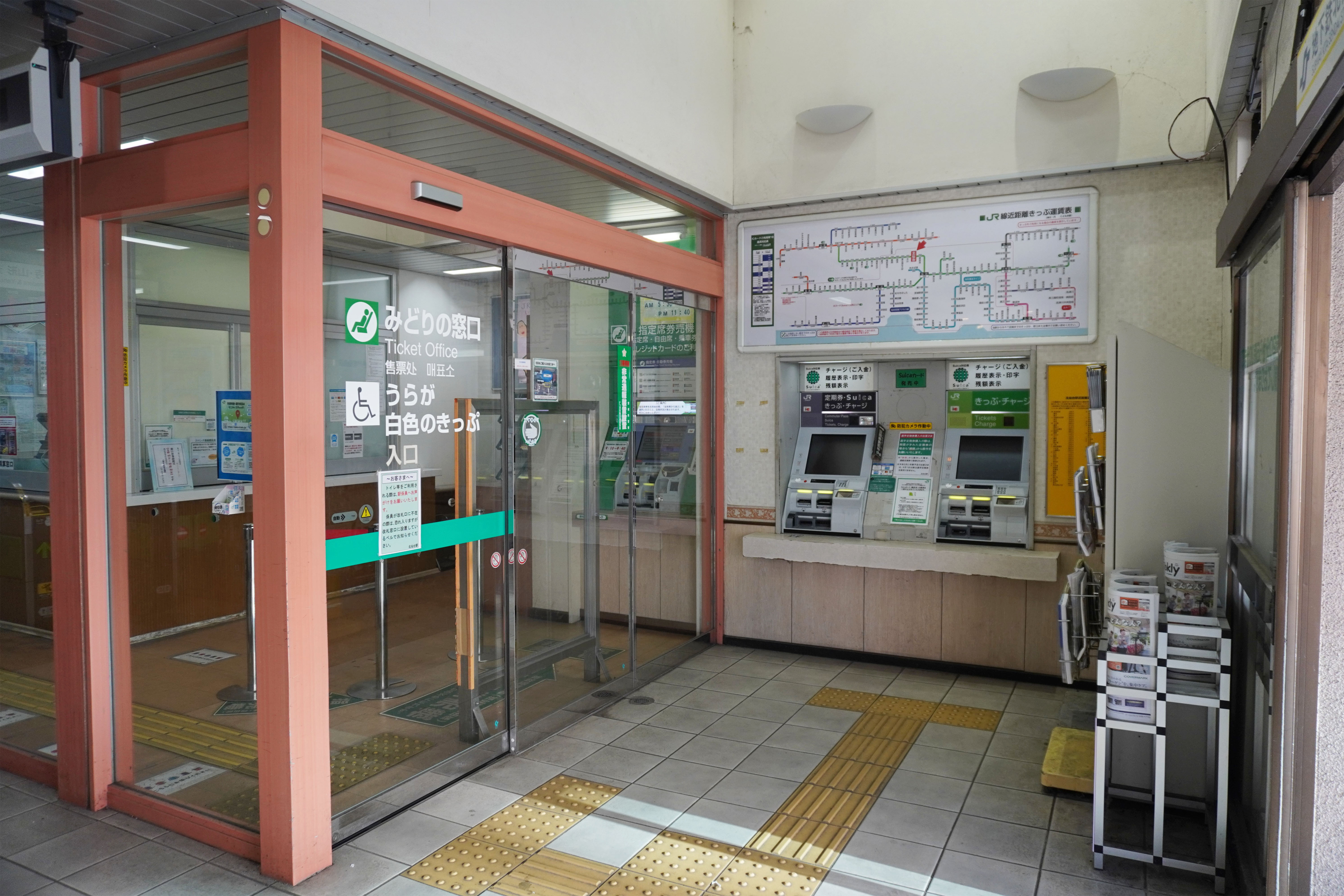
切符売り場（2023年7月）
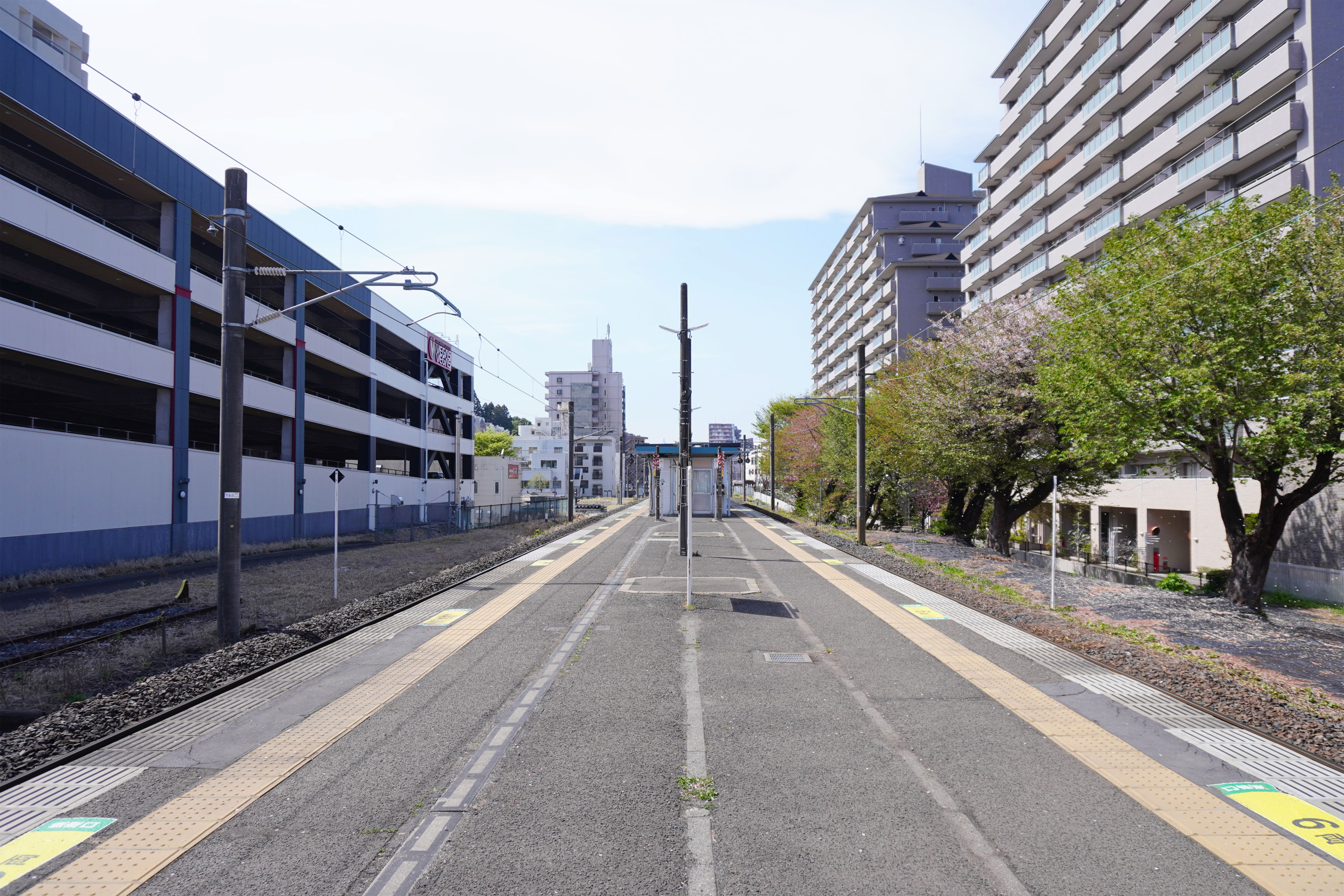
ホーム（2024年4月）

### 仙台市地下鉄
島式ホーム1面2線を有する地下駅であり、ホームは地下2階、コンコースは地下1階にある。仙山線の北仙台駅からやや西寄りに位置する。地上への出入り口は北1出口・北2出口・南1出口（仙山線乗換口）の3箇所。このほか、北1および北2出口のコンコース中間部に、地上と改札階を結ぶエレベーターが1基設置されている。また、北2出口には地下駐輪場も併設されており、駐輪場用出口も3箇所（うち1箇所は開業当初から使用不可）存在する。
開業時、出口は北1・南1の2箇所のみだったが、再開発ビルであるエムズ北仙台の完成に合わせて北2出口が増設された。
乗車ホームを分かりやすくするため、駅名表示板は方面別に色分けされている。ホーム・改札間にはエスカレータおよびエレベーターが設置されている。

#### のりば
| 番線 | 路線    | 行先           |
| ---- | ------- | -------------- |
| 1    | ■南北線 | 仙台・富沢方面 |
| 2    | ■南北線 | 泉中央方面     |

- 改札口（2023年7月）
- ホーム（2023年7月）

## 利用状況
- JR東日本 - 2023年度（令和5年度）の1日平均乗車人員は4,194人である[J 1]。
- 仙台市地下鉄 - 2023年度（令和5年度）の1日平均乗車人員は8,166人である[地 1]。

2000年度（平成12年度）以降の推移は以下のとおりである。
| 1日平均乗車人員推移 | 1日平均乗車人員推移 | 1日平均乗車人員推移 | 1日平均乗車人員推移 | 1日平均乗車人員推移 | 1日平均乗車人員推移 | 1日平均乗車人員推移 | 1日平均乗車人員推移  |
| 年度                | JR東日本            | JR東日本            | JR東日本            | 仙台市地下鉄        | 出典                | 出典                | 出典                 |
| 年度                | 定期外              | 定期                | 合計                | 仙台市地下鉄        | JR                  | 地下鉄              | 仙台市               |
| ------------------- | ------------------- | ------------------- | ------------------- | ------------------- | ------------------- | ------------------- | -------------------- |
| 2000年（平成12年）  | 1,113               | 2,308               | 3,421               | 7,235               | [ J 2 ]             |                     | [ 市J 1 ] [ 市地 1 ] |
| 2001年（平成13年）  | 1,091               | 2,251               | 3,342               | 7,020               | [ J 3 ]             |                     | [ 市J 1 ] [ 市地 1 ] |
| 2002年（平成14年）  | 1,102               | 2,264               | 3,366               | 6,796               | [ J 4 ]             |                     | [ 市J 2 ] [ 市地 2 ] |
| 2003年（平成15年）  | 1,219               | 2,435               | 3,654               | 6,880               | [ J 5 ]             |                     | [ 市J 2 ] [ 市地 2 ] |
| 2004年（平成16年）  | 1,244               | 2,464               | 3,708               | 6,800               | [ J 6 ]             |                     | [ 市J 2 ] [ 市地 2 ] |
| 2005年（平成17年）  | 1,295               | 2,511               | 3,806               | 6,793               | [ J 7 ]             |                     | [ 市J 2 ] [ 市地 2 ] |
| 2006年（平成18年）  | 1,322               | 2,604               | 3,926               | 6,819               | [ J 8 ]             |                     | [ 市J 2 ] [ 市地 2 ] |
| 2007年（平成19年）  | 1,410               | 2,749               | 4,159               | 6,743               | [ J 9 ]             |                     | [ 市J 3 ] [ 市地 3 ] |
| 2008年（平成20年）  |                     |                     | 4,239               | 6,594               | [ J 10 ]            |                     | [ 市J 4 ] [ 市地 4 ] |
| 2009年（平成21年）  |                     |                     | 4,304               | 6,400               | [ J 11 ]            | [ 地 2 ]            | [ 市J 4 ] [ 市地 4 ] |
| 2010年（平成22年）  |                     |                     | 4,203               | 6,480               | [ J 12 ]            | [ 地 2 ]            | [ 市J 4 ] [ 市地 4 ] |
| 2011年（平成23年）  |                     |                     | 4,064               | 6,441               | [ J 13 ]            | [ 地 2 ]            | [ 市J 4 ] [ 市地 4 ] |
| 2012年（平成24年）  | 1,513               | 2,763               | 4,277               | 6,884               | [ J 14 ]            | [ 地 2 ]            | [ 市J 4 ] [ 市地 4 ] |
| 2013年（平成25年）  | 1,622               | 2,832               | 4,454               | 7,149               | [ J 15 ]            | [ 地 2 ]            | [ 市J 5 ] [ 市地 5 ] |
| 2014年（平成26年）  | 1,579               | 2,870               | 4,449               | 7,229               | [ J 16 ]            | [ 地 3 ]            | [ 市J 5 ] [ 市地 5 ] |
| 2015年（平成27年）  | 1,618               | 2,942               | 4,560               | 7,604               | [ J 17 ]            | [ 地 4 ]            | [ 市J 5 ] [ 市地 5 ] |
| 2016年（平成28年）  | 1,592               | 3,030               | 4,623               | 8,180               | [ J 18 ]            | [ 地 5 ]            | [ 市J 5 ] [ 市地 5 ] |
| 2017年（平成29年）  | 1,718               | 3,068               | 4,786               | 8,511               | [ J 19 ]            | [ 地 6 ]            | [ 市J 5 ] [ 市地 5 ] |
| 2018年（平成30年）  | 1,667               | 3,157               | 4,825               | 8,510               | [ J 20 ]            | [ 地 7 ]            | [ 市J 6 ] [ 市地 6 ] |
| 2019年（令和元年）  | 1,691               | 3,175               | 4,867               | 8,413               | [ J 21 ]            | [ 地 8 ]            | [ 市J 6 ] [ 市地 6 ] |
| 2020年（令和02年）  | 1,006               | 2,540               | 3,547               | 6,776               | [ J 22 ]            | [ 地 9 ]            | [ 市J 6 ] [ 市地 6 ] |
| 2021年（令和03年）  | 1,133               | 2,724               | 3,857               | 7,155               | [ J 23 ]            | [ 地 10 ]           | [ 市J 6 ] [ 市地 6 ] |
| 2022年（令和04年）  | 1,323               | 2,796               | 4,120               | 7,687               | [ J 24 ]            | [ 地 11 ]           |                      |
| 2023年（令和05年）  | 1,405               | 2,788               | 4,194               | 8,166               | [ J 1 ]             | [ 地 1 ]            |                      |

1日平均乗車人員（単位：人/日）

## 駅周辺

### 地下鉄南口・JR口
- 北仙台駅前郵便局
- 仙台浅草
- ホシザキ東北本社
- 仙台北警察署
- 青葉神社
- 宮城県仙台合同庁舎
- 仙台市立上杉山中学校
- 宮城教育大学附属小学校・中学校
- 宮城県立視覚支援学校
- 七十七銀行 北仙台支店
- 杜の都信用金庫 北仙台支店
- アルファプレイスビル
- イオンモール仙台上杉（2025年秋開業予定[17][18]）
- 仙台厚生病院

### 地下鉄北口
- エムズ北仙台
  - 仙台市北部急患診療所
- 本山製作所青葉アリーナ・本山製作所仙台市武道館
- 宮城調理製菓専門学校
- MEGAドン・キホーテ仙台台原店

## バス路線
| のりば                       | 運行事業者                   | 系統・行先 |
| バスプール（地下鉄北仙台駅） | バスプール（地下鉄北仙台駅） | バスプール（地下鉄北仙台駅） |
| ---------------------------- | ---------------------------- | --- |
| ■ 1                          | 仙台市営バス                 | 70：川内駅 |
| ■ 2                          | 仙台市営バス                 | 918：貝ケ森一丁目 |
| ■ 3                          | 仙台市営バス                 | S918：仙台駅前 |
| 北仙台駅・葉山町             |                              | |
| －                           | 仙台市営バス                 | - 70：川内駅 - 900・902：桜ケ丘団地 - 901：宮城学院 - 904：長命ケ丘 - 905：西中山 - 910・X910：泉ビレジ四丁目 - 911：実沢営業所 - 917：西勝山 - 918：貝ケ森一丁目 - S900- S918：仙台駅前 - X917：西勝山・実沢営業所 |
| 北仙台                       |                              | |
| －                           | 仙台市営バス                 | - 159：瞑想の松循環 - 160・161：八乙女駅 |
| －                           | 宮城交通                     | - 仙台駅前 - 仙台港線：仙台港フェリーターミナル - 宮城大学線：宮城大学・仙台保健福祉専門学校前 - 虹の丘団地線：泉中央駅／八乙女駅 - 宮城学院線：宮城学院 - 向陽台団地線：向陽台一丁目 - 明石台団地線：明石台団地 - 東北学院大学線：東北学院大学泉キャンパス - 松陵ニュータウン線：松陵ニュータウン - 鶴が丘ニュータウン線：鶴が丘ニュータウン - 新富谷ガーデンシティ線：新富谷ガーデンシティ - 泉パークタウン線：泉パークタウン - 南富谷サニータウン線：南富谷サニータウン - 泉ヶ丘大富線：富谷営業所 |
| －                           | ミヤコーバス                 | 高速「仙台古川線」：古川営業所 |
| －                           | 東日本急行                   | 高速「仙台 - 金成線」：栗原市金成庁舎 |

## 宮城交通 北仙台ターミナル（廃止）
2003年（平成15年）に宮城交通の本社が泉区北部へ移転するまでは、北仙台が宮城交通の本社所在地であり、それに付属するバスターミナル「北仙台ターミナル」が置かれていた。これは、かつて北仙台が起点だった仙台鉄道が、その廃止後に仙北鉄道と合併して宮城バスとなった時代より続いているものであった。このため、当初は始発のバスが多数設定されていた。
北仙台ターミナルは北仙台発便のみ乗車取扱を行い、それ以外の全系統及び北仙台着便は北仙台停留所のみを経由し、ターミナルへの乗り入れは行わなかった。
全盛期には岩沼、塩竈、秋保温泉、村田、川崎方面へ向かうバスが当ターミナルを発着していた。しかし、2000年（平成12年）に秋保線が県庁市役所始発になったのを皮切りに、2003年（平成15年）にターミナル機能を北根車庫に移転（塩竈方面からの北仙台発着便は全便北根三丁目発着に変更、長町方面は従来通り）、2005年（平成17年）には仙台 - 村田普通便を廃止、12月には特急仙台 - 村田・蔵王町線開業に伴い、仙台 - 村田特急便も廃止。川崎方面も大幅減便の上、仙台駅を始終点にして全廃された。
現在、宮城交通本社・北仙台ターミナル跡地は大京マンション「ライオンズタワー仙台青葉」となっている。

## 隣の駅
東日本旅客鉄道（JR東日本）
■仙山線
□快速・■普通
東照宮駅 - 北仙台駅 - 北山駅
仙台市地下鉄
■南北線
台原駅 (N05) - 北仙台駅 (N06) - 北四番丁駅 (N07)

### かつて存在した路線
仙台鉄道
仙台鉄道線
通町駅 - 北仙台駅 - 東照宮前駅
仙台市電
北仙台線
堤通駅 - 北仙台駅

### 記事本文